# Yorkshire Television
Yorkshire Television Limited är det företag som sköter ITV i Yorkshire. Det började sända 30 juli 1968. Det har sin huvudstudio i Leeds och en mindre studio i Sheffield.
De har producerat bland annat Hem till gården.